# Samhorodok (obwód czerkaski)
Samhorodok (ukr. Самгородок) – wieś na Ukrainie, w obwodzie czerkaskim, w rejonie czerkaskim. W 2001 liczyła 585 mieszkańców, wśród których 577 jako ojczysty język wskazało ukraiński, 4 rosyjski, a 4 inny.